# プロヴァンス鉄道

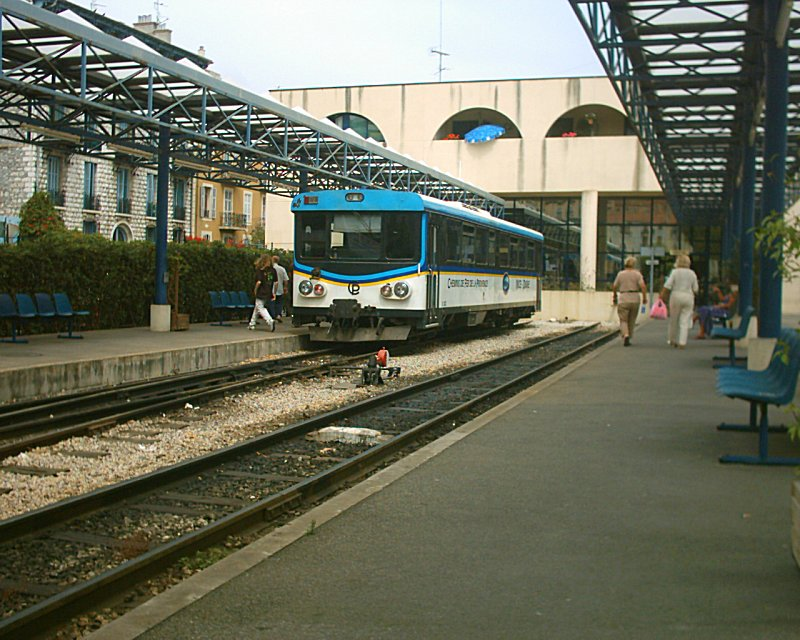
ニース駅でのプロヴァンス鉄道列車

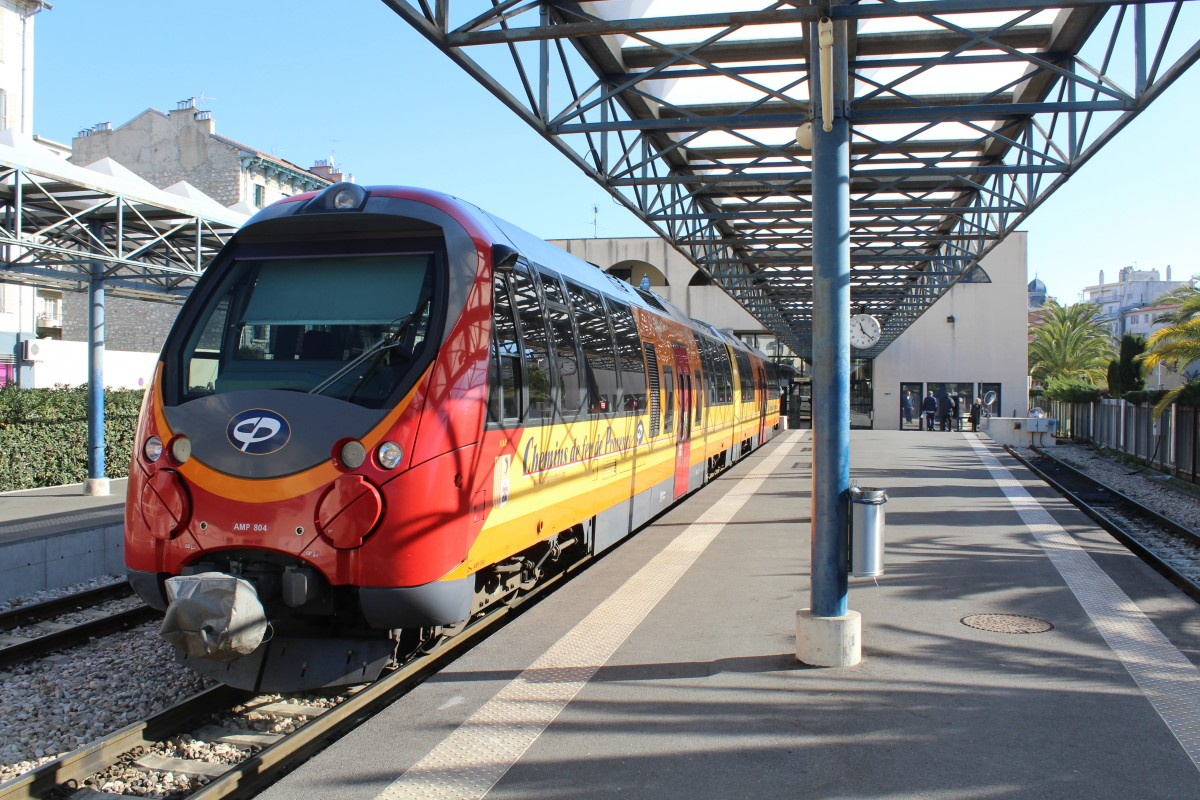
新型列車

プロヴァンス鉄道（プロヴァンスてつどう、Chemin de fer de Provence、略称CP）はフランスの、ニースからディーニュ＝レ＝バンを結ぶ鉄道路線、および同線を運行する鉄道会社のブランド名である。正式な路線名はニース・ディーニュ線であり、運営会社の正式な社名は南フランス鉄道会社である(プロヴァンス鉄道は1925年から1952年までの当線の運行会社名であり、現在もロゴとブランド名が使用されている)。当初は軍事目的のために建設された。ニース-アントゥルヴォーの区間はヴァール川がとなりを流れている。日曜日限定で蒸気機関車が運行される。フランスでは珍しい定期的に旅客営業を行なう私鉄であり、また狭軌（メーターゲージ）の路線である。

## 運行形態
列車の多くはニースからコロマールあるいはプラン・デュ・ヴァールまでの運転であり、全線を通して運転される列車は一日数往復である。全列車が各駅停車である。

### 松ぼっくり列車
5月上旬から10月中旬までの日曜日限定でピュジェ・テニエ駅-アノー駅間で運行される列車である。この列車運行はボランティアで行われている。なかには鉄道愛好家の人もいる。この松ぼっくり列車の由来は、沿線にあるまつぼっくりが取れるぐらいの速度で運行しているからである。
SLデータ
- 製造年 : 1909年
- 製造国 : フランス

## 路線データ
- 開業年 : 1891年 - ディーニュまでの全通は1911年。
- 軌間 : 1000mm
- 全長 : 160km
- 単線区間 : 全線
- 電化区間 : なし

## 主な駅
- ニース・プロヴァンス鉄道駅(Nice Gare des CP) - フランス国鉄のニース・ヴィル駅から約500m北側にある。かつてはニース南駅(Gare du Sud)を始発駅としていたが、1991年に現駅に移転した。
- コロマール＝ラ・マンダ駅(Colomars - La Manda)
- ラ・ヴェズビー＝プラン・デュ・ヴァール駅(La Vésubie - Plan-du-Var)
- ピュジェ・テニエ駅(Puget - Théniers)
- アントゥルヴォー駅(Entrevaux)
- アノー駅(Annot)
- ディーニュ・レ・バン駅(Digne-Les-Bains)

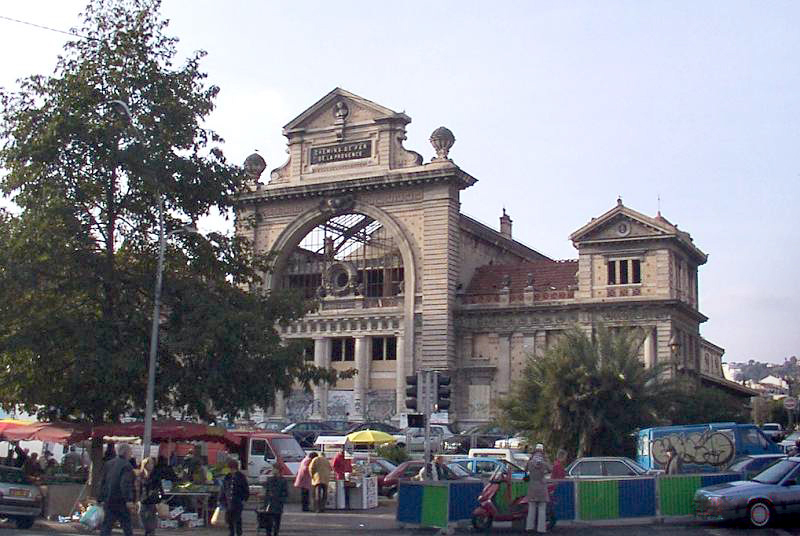
ニース南駅 (2007年)

## 参考出典
- 朝日新聞社　世界の車窓からDVDブック　No.2　フランス
- 地球の歩き方編集室 『フランス鉄道の旅』改訂第2版、ダイヤモンド社、2006年